# Atlético Cihuatlán
Club Atlético Cihuatlán – meksykański klub piłkarski z siedzibą w mieście Cihuatlán, w stanie Jalisco.

## Historia
Zespół został założony w 1998 roku i od razu przystąpił do rozgrywek czwartoligowych, które wygrał już w pierwszym sezonie – Invierno 1998. To zaowocowało awansem do trzeciej ligi – Segunda División, gdzie spędził dwa lata i zajęciu pierwszego miejsca podczas Invierno 2001 zdołał dostać się na zaplecze najwyższej klasy rozgrywkowej – Primera División A. W drugiej lidze drużyna występowała przez rok, w sezonie 2002/2003, po czym zdecydowała się sprzedać swoją licencję nowo powstałej ekipie Dorados de Sinaloa. Ekipa Cihuatlán kontynuowała grę w czwartej lidze, a w późniejszym czasie awansowała jeszcze do trzeciej, jednak już nigdy nie występowała na drugim lub pierwszym szczeblu rozgrywek. Swoje mecze rozgrywa na obiekcie Estadio El Llanito w mieście Cihuatlán, który może pomieścić 5000 widzów.